# Barajul Tishrin
Barajul Tishrin (în arabă سد تشرين, transliterat: Sadd Tišrīn, lit. Barajul Octombrie, în kurdă بەنداڤا تشرین, transliterat: Bendava Tişrîn, în siriacă:ܣܟܪܐ ܕܬܫܪܝܢ|Sekro d'Teshrin) este un baraj pe râul Eufrat, situat la 90 kilometri (56 mi) est de Alep în Guvernoratul Alep, Siria. Barajul este înalt de 40 metri (130 ft) și are 6 turbine hidraulice capabile să producă 630 MW. Construcția a durat între 1991 și 1999. Săpăturile arheologice de salvare din zona care ar fi fost inundată de lacul de acumulare al barajului au furnizat informații importante cu privire la așezarea antică din zonă din perioada pre-ceramică neolitică A (PPNA) în sus.

## Caracteristicile barajului și ale lacului de acumulare
Barajul Tishrin este un baraj de umplere cu pietre hidroelectric pe Eufrat, situat în amonte de mult mai marele baraj Tabqa. Barajul este înalt de 40 metri (130 ft) și are 6 turbine capabile să producă 630 MW. Se preconizează că producția anuală de energie a barajului Tishrin va fi de 1,6 miliarde  Capacitatea lacului de acumulare lung de 60 kilometri (37 mi) estede 1,3 kilometru cubi (0,31 cu mi), care este mică în comparație cu capacitatea Lacului Assad de 11,7 kilometru cubi (2,8 cu mi) aflat în aval de barajul Tishrin. Capacitatea lacului de acumulare în lungime de 60 kilometri (37 mi) este de 1,3 kilometru cubi (0,31 cu mi), care este mică în comparație cu capacitatea Lacului Assad de 11,7 kilometru cubi (2,8 cu mi) situat în aval de barajul Tishrin. În afară de Eufrat, lacul de acumulare al barajului Tishrin este alimentat și de râul Sajur.
Construcția a început în 1991 și a fost finalizată în 1999. Unul dintre motivele construcției barajului Tishrin a fost producția de energie electrică mai mică decât cea preconizată a centralei hidroelectrice de la barajul Tabqa. Această performanță dezamăgitoare poate fi atribuită debitului de apă mai mic decât cel așteptat în Eufrat, pe măsură ce intră în Siria din Turcia. Lipsa întreținerii ar fi putut fi, de asemenea, o cauză. Barajul Tishrin este ultimul dintre cele trei baraje pe care Siria le-a construit pe Eufrat. Celelalte două baraje sunt barajul Tabqa, terminat în 1973, și Barajul Baath, terminat în 1986. În anii 2000, Siria a avut planuri de a construi un al patrulea baraj pe Eufrat între Raqqa și Deir ez-Zor – Barajul Halabiye.